# Lazana
Lazana (en asturiano y oficialmente, Llazana) es un lugar de la parroquia de Santullano, en el concejo asturiano de Las Regueras. Cuenta con una población de 22 habitantes (2014).